# Вудсон, Майк
Майкл Дин «Майк» Вудсон (англ. Michael Dean "Mike" Woodson; родился 24 марта 1958 года в Индианаполисе, Индиана, США) — американский баскетболист и тренер.

## Карьера игрока
Вудсон был выбран под 12-м номером на драфте НБА 1980 года командой «Нью-Йорк Никс» и играл в лиге с 1980 по 1991 года. Он играл два сезона за «Никс», после чего перешёл в «Канзас-Сити Кингз». Он набирал 12.2 очка в среднем за игру в составе «Кингз». После нескольких успешных сезонов за «Канзас-Сити» Майк под конец карьеры переходил из команды в команду, играя за «Лос-Анджелес Клипперс», «Хьюстон Рокетс» и «Кливленд Кавальерс».
В 1979 году Вудсон стал в составе сборной США чемпионом Панамериканских игр в Сан-Хуане.

## Карьера тренера
Вудсон принял пост главного тренера «Атланты Хоукс», после отставки Терри Скоттса до начала сезона 2004/2005. Он перешёл в «Хоукс» из «Детройт Пистонс», где работал помощником Ларри Брауна. До работы с Брауном, Майк работал помощником в «Милуоки Бакс» в течение трёх лет, начиная с 1996 года. Позже работал в «Кливленд», прежде чем был приглашён в тренерский штаб Ларри Брауна.
Вудсон тренировал «Хоукс» в течение шести сезонов. После того, как ястребы проиграли во втором раунде серии плей-офф с «Орландо Мэджик» 0—4 в 2010 году, генеральный менеджер команды Рик Санд заявил, что команда не будет продлевать контракт с Вудсоном, контракт которого истёк 17 мая 2010 года.
29 августа 2011 года «Нью-Йорк Никс» объявил о том, что Майк Вудсон нанят в качестве помощника главного тренера Майка Д’Антони. 14 марта 2012 года был назначен исполняющим обязанности главного тренера после отставки Д’Антони. Он сообщил, что будет исполнять обязанности главного тренера до конца сезона. 25 мая 2012 года Майк Вудсон был назван полноправным главным тренером «Никс».

## Личная жизнь
Вудсон женат, жену зовут Терри, они имеют две дочери Алексис и Мэрайя, обе являются талантливыми волейболистками.

## Статистика

### Статистика в НБА
| Сезон                                                                                    | Команда     | Регулярный сезон | Регулярный сезон | Регулярный сезон | Регулярный сезон | Регулярный сезон | Регулярный сезон | Регулярный сезон | Регулярный сезон | Регулярный сезон | Регулярный сезон | Регулярный сезон | Серия плей-офф | Серия плей-офф | Серия плей-офф | Серия плей-офф | Серия плей-офф | Серия плей-офф | Серия плей-офф | Серия плей-офф | Серия плей-офф | Серия плей-офф | Серия плей-офф |
| Сезон                                                                                    | Команда     | GP               | GS               | MPG              | FG%              | 3P%              | FT%              | RPG              | APG              | SPG              | BPG              | PPG              | GP             | GS             | MPG            | FG%            | 3P%            | FT%            | RPG            | APG            | SPG            | BPG            | PPG            |
| ---------------------------------------------------------------------------------------- | ----------- | ---------------- | ---------------- | ---------------- | ---------------- | ---------------- | ---------------- | ---------------- | ---------------- | ---------------- | ---------------- | ---------------- | -------------- | -------------- | -------------- | -------------- | -------------- | -------------- | -------------- | -------------- | -------------- | -------------- | -------------- |
| 1980/81                                                                                  | Нью-Йорк    | 81               | -                | 11,7             | 44,2             | 20,0             | 76,6             | 1,2              | 0,9              | 0,4              | 0,1              | 4,7              | 2              | -              | 4,0            | 33,3           | -              | 100,0          | 1,0            | 0,0            | 0,0            | 0,0            | 2,0            |
| 1981/82                                                                                  | Нью-Джерси  | 7                | 0                | 20,7             | 44,1             | 0,0              | 71,9             | 1,9              | 2,3              | 1,0              | 0,3              | 11,9             | Не участвовал  | Не участвовал  | Не участвовал  | Не участвовал  | Не участвовал  | Не участвовал  | Не участвовал  | Не участвовал  | Не участвовал  | Не участвовал  | Не участвовал  |
| 1981/82                                                                                  | Канзас-Сити | 76               | 74               | 28,8             | 50,7             | 29,2             | 78,0             | 3,1              | 2,7              | 1,8              | 0,4              | 16,1             | Не участвовал  | Не участвовал  | Не участвовал  | Не участвовал  | Не участвовал  | Не участвовал  | Не участвовал  | Не участвовал  | Не участвовал  | Не участвовал  | Не участвовал  |
| 1982/83                                                                                  | Канзас-Сити | 81               | 3                | 30,0             | 50,6             | 21,2             | 79,0             | 3,1              | 3,1              | 1,7              | 0,7              | 18,2             | Не участвовал  | Не участвовал  | Не участвовал  | Не участвовал  | Не участвовал  | Не участвовал  | Не участвовал  | Не участвовал  | Не участвовал  | Не участвовал  | Не участвовал  |
| 1983/84                                                                                  | Канзас-Сити | 71               | 12               | 25,9             | 47,7             | 25,0             | 81,8             | 2,5              | 2,5              | 1,2              | 0,4              | 14,5             | 3              | 0              | 29,0           | 40,9           | 0,0            | 86,7           | 2,7            | 3,0            | 0,7            | 0,0            | 16,3           |
| 1984/85                                                                                  | Канзас-Сити | 78               | 3                | 25,6             | 49,6             | 23,8             | 80,0             | 2,5              | 1,8              | 1,5              | 0,4              | 17,0             | Не участвовал  | Не участвовал  | Не участвовал  | Не участвовал  | Не участвовал  | Не участвовал  | Не участвовал  | Не участвовал  | Не участвовал  | Не участвовал  | Не участвовал  |
| 1985/86                                                                                  | Сакраменто  | 81               | 51               | 29,7             | 47,5             | 15,4             | 84,0             | 2,8              | 2,4              | 1,1              | 0,5              | 15,6             | 3              | 3              | 36,7           | 44,9           | 0,0            | 100,0          | 3,7            | 1,7            | 1,3            | 0,7            | 18,7           |
| 1986/87                                                                                  | Клипперс    | 74               | 66               | 28,7             | 43,7             | 27,6             | 82,8             | 2,2              | 2,6              | 1,4              | 0,2              | 17,1             | Не участвовал  | Не участвовал  | Не участвовал  | Не участвовал  | Не участвовал  | Не участвовал  | Не участвовал  | Не участвовал  | Не участвовал  | Не участвовал  | Не участвовал  |
| 1987/88                                                                                  | Клипперс    | 80               | 77               | 31,7             | 44,5             | 23,1             | 86,8             | 2,4              | 3,4              | 1,4              | 0,3              | 18,0             | Не участвовал  | Не участвовал  | Не участвовал  | Не участвовал  | Не участвовал  | Не участвовал  | Не участвовал  | Не участвовал  | Не участвовал  | Не участвовал  | Не участвовал  |
| 1988/89                                                                                  | Хьюстон     | 81               | 79               | 27,9             | 43,8             | 34,8             | 82,3             | 2,4              | 2,5              | 1,1              | 0,2              | 12,9             | 4              | 4              | 34,3           | 34,7           | 33,3           | 83,3           | 2,3            | 4,5            | 1,0            | 0,5            | 11,8           |
| 1989/90                                                                                  | Хьюстон     | 61               | 11               | 15,9             | 39,5             | 29,3             | 72,1             | 1,4              | 1,1              | 0,7              | 0,2              | 6,5              | 1              | 0              | 6,0            | 33,3           | 0,0            | -              | 0,0            | 2,0            | 0,0            | 0,0            | 2,0            |
| 1990/91                                                                                  | Хьюстон     | 11               | 3                | 11,4             | 38,9             | 16,7             | 83,3             | 1,0              | 0,9              | 0,5              | 0,4              | 4,8              | Не участвовал  | Не участвовал  | Не участвовал  | Не участвовал  | Не участвовал  | Не участвовал  | Не участвовал  | Не участвовал  | Не участвовал  | Не участвовал  | Не участвовал  |
| 1990/91                                                                                  | Кливленд    | 4                | 0                | 11,5             | 21,7             | 0,0              | 100,0            | 0,5              | 1,3              | 0,0              | 0,3              | 2,8              | Не участвовал  | Не участвовал  | Не участвовал  | Не участвовал  | Не участвовал  | Не участвовал  | Не участвовал  | Не участвовал  | Не участвовал  | Не участвовал  | Не участвовал  |
|                                                                                          | Всего       | 786              | 379              | 25,5             | 46,6             | 27,1             | 81,3             | 2,3              | 2,3              | 1,2              | 0,3              | 14,0             | 13             | 7              | 26,8           | 39,9           | 23,1           | 90,2           | 2,3            | 2,6            | 0,8            | 0,3            | 12,2           |
| Наведите курсор мыши на аббревиатуры в заголовке таблицы, чтобы прочесть их расшифровку. |             |                  |                  |                  |                  |                  |                  |                  |                  |                  |                  |                  |                |                |                |                |                |                |                |                |                |                |                |